# Gabriel Tęczyński (wojewoda lubelski)
Gabriel Tęczyński (ur. 23 lutego 1575 koło Kraśnika – zm. przed 28 września 1617) – polski szlachcic,miecznik koronny w 1605 roku, wojewoda lubelski w latach 1606–1613.
Syn Andrzeja Tęczyńskiego – wojewody krakowskiego. W 1602 roku ożenił się z Barbarą ks. Zbarską, córką wojewody trockiego Stefana, a następnie z Elżbietą Radziwiłłówną (córką Mikołaja Krzysztofa zwanego Sierotką), z którą miał córkę Zofię.
Był posłem województwa lubelskiego na sejm 1603 i 1605 roku. 7 października 1606 roku podpisał ugodę pod Janowcem. Jako senator wziął udział w sejmach: 1607 i 1611 roku.
Pochowany 30 stycznia 1618 roku w kościele dominikańskim św. Trójcy w Krakowie.